# Philodromus undarum
Philodromus undarum este o specie de păianjeni din genul Philodromus, familia Philodromidae, descrisă de Barnes, 1953. Conform Catalogue of Life specia Philodromus undarum nu are subspecii cunoscute.